# 大塚千弘
大塚 千弘（おおつか ちひろ、1986年3月12日 - ）は、日本の女優、歌手。結婚前本名、同じ。旧芸名は大塚 ちひろ。
徳島県徳島市出身。東宝芸能所属。第5回東宝「シンデレラ」オーディション審査員特別賞。妹はファッションモデル、女優の山下リオ。夫は俳優の鈴木浩介。
身長162cm。靴のサイズは23.5cm。

## 略歴
徳島市を中心に活動するローカルアイドル「ココナッツJr.」に2000年まで在籍。2000年のホリプロタレントスカウトキャラバンでは最終審査まで残った。2000年に開催された第5回東宝「シンデレラ」オーディションで審査員特別賞を受賞し芸能界入り。2002年に週刊ヤングジャンプ「制コレ」に出演した頃から本格的な芸能活動を開始する。
2002年、『仄暗い水の底から』で映画初出演。2003年には、テレビドラマ『ショコラ』で初主演を果たしている。同年公開のゴジラシリーズ第27作『ゴジラ×モスラ×メカゴジラ 東京SOS』、および翌2004年のシリーズ第28作『ゴジラ FINAL WARS』で、同じ第5回東宝シンデレラ出身の長澤まさみと小美人役で共演し、話題を呼んだ（なお、『ゴジラ×モスラ×メカゴジラ 東京SOS』のサウンドトラックCDには、長澤と2人で歌った「モスラの歌」が収録されている）。
また、2003年には『シンデレラストーリー』のヒロイン役で舞台初出演にして初主演。舞台・ミュージカルに対する憧れが強く、その後も多くの舞台・ミュージカルに出演している。2004年にはテレビアニメ『焼きたて!!ジャぱん』の梓川月乃役で声優として出演。
2007年7月18日、自ら作詞した楽曲のシングルCD「恋花火」で、ビクターエンタテインメントから歌手デビューした。2009年、『ぼくはうみがみたくなりました』で映画初主演。2011年、『レベッカ』『ゾロ ザ・ミュージカル』での演技により第36回菊田一夫演劇賞・演劇賞を受賞。また、同年4月1日から芸名を本名の「大塚千弘」に改名した。2014年の映画『東京難民』ではヌードシーンを演じた。

## 人物
3人姉妹の長女（次女は一般人、三女は山下リオ）。中学時代は成績優秀で、生徒会の副会長をしていた。堀越高等学校卒業。高校時代は長澤まさみとルームメイトであり、2006年のテレビドラマ『アテンションプリーズ』で共演した上戸彩とも同級生であった。
特技は、中学時代まで続けた器械体操でバック転、バック宙などのタンブリング（床運動）が得意で、写真集『なるときんとき』では、レオタード姿で実際に競技をするショットを披露。また、2004年のテレビドラマ『天国への応援歌 チアーズ〜チアリーディングにかけた青春〜』では、エキストラを起用せずに生でタンブリングを披露した。
私生活では、2015年7月期に放送されたテレビ朝日系テレビドラマ『刑事7人』での共演を機に交際していた俳優の鈴木浩介と同年10月7日に結婚。11月9日に挙式。2021年5月3日、第1子出産を報告。出産日や性別については二人の意向で公表していない。

## 出演

### 舞台
- シンデレラストーリー（2003年7月 - 8月、青山劇場・シアター・ドラマシティ・中日劇場） - 主演・シンデレラ 役
- SHIROH〜神の声を持つ少年〜（2004年12月 - 2005年1月、帝国劇場・梅田芸術劇場） - リオ 役
- シンデレラストーリー（2005年5月 - 6月、ル・テアトル銀座・シアター・ドラマシティ・愛知厚生年金会館） - 主演・シンデレラ 役
- 羽衣伝説（2005年夏 福島、同11月1日、ゆうぽうと東京簡易保険会館） - 天女（ソデギヌ）役
- モーツァルト！（2005年10月 - 11月、中日劇場・博多座） - コンスタンツェ 役
- ダンス・オブ・ヴァンパイア（2006年7月 - 8月、帝国劇場） - サラ 役
- ハウ・トゥー・サクシード〜努力しないで出世する方法〜（2007年4月 - 5月、東京芸術劇場・梅田芸術劇場・愛知厚生年金会館） - ローズマリー・ピルキントン 役
- ハウ・トゥー・サクシード〜努力しないで出世する方法〜 再演（2007年11月、東京芸術劇場） - ローズマリー・ピルキントン 役
- 羽衣伝説（2008年1月24日 - 26日、パリ日本文化会館） - 天女（ソデギヌ）役
- レベッカ（2008年4月 - 6月、シアタークリエ） - 主演・「わたし」役
- この森で、天使はバスを降りた（2009年5月5日 - 5月31日、シアタークリエ） - 主演・パーシー 役
- ダンス・オブ・ヴァンパイア（2009年7月 - 8月、帝国劇場） - サラ 役
- レベッカ（2010年3月 - 6月、中日劇場・帝国劇場・梅田芸術劇場） - 主演・「わたし」役
- ZORRO THE MUSICAL （2011年1月 - 3月、日生劇場・中日劇場・梅田芸術劇場） - ルイサ 役
- LOVE LETTERS（2012年3月11日、PARCO劇場）
- 地球の王様（2012年10月 - 12月、シアター1010・紀伊國屋サザンシアター他） - 明梨 役
- シアタークリエ 5th Anniversary「ONE-HEART MUSICAL FESTIVAL」（2012年12月 - 2013年1月、シアタークリエ）
- 屋根の上のヴァイオリン弾き（2013年3月 - 4月、日生劇場） - ホーデル 役
- show-ism vl「TATTOO 14」（2013年6月 - 7月、シアタークリエ） - オーロラ 役
- ONE-HEART MUSICAL FESTIVAL 2013夏（2013年7月、シアタークリエ）
- ザ・ビューティフル・ゲーム（2014年1月 - 2月、新国立劇場小劇場） - メアリー 役
- イン・ザ・ハイツ（2014年4月 - 5月、Bunkamuraシアターコクーン 他） - ヴァネッサ 役
- カルメン（2014年6月、天王洲銀河劇場） - カタリナ 役
- その後のふたり （2014年7月、東京グローブ座） ｰ 七海 役
- 三文オペラ（2014年9月、新国立劇場） - ルーシー・ブラウン 役
- MUSICAL COLLECTION 2 in THEATRE CREATION（2015年2月 - 3月、シアタークリエ）
- ダブリンの鐘つきカビ人間（2015年10月 - 11月、パルコ劇場他）
- 岡田浩暉25周年記念ミュージカルライブ「KOHKI OKADA presents I Love Musical」（2016年2月6日 - 7日、東京グローブ座）
- 縁（えん）〜むかしなじみ〜（2016年9月 - 10月、シアタークリエ 他）
- クリエ・ミュージカル・コレクション3（2017年2月 - 3月、シアタークリエ）
- パジャマゲーム（2017年9月25日 - 10月15日、日本青年館ホール・19日 - 29日、梅田芸術劇場シアター・ドラマシティ ） - グラディス 役 ※2017年All Aboutミュージカル・アワード作品賞受賞
- レベッカ（2018年12月1日 - 12月4日、シアター1010 / 2018年12月、愛知・刈谷市総合文化センターアイリス大ホール、福岡・久留米シティプラザ ザ・グランドホール、大阪・梅田芸術劇場シアター・ドラマシティ / 2019年1月5日 - 2月5日、シアタークリエ） - わたし 役 ※桜井玲香（乃木坂46）、平野綾とのトリプルキャスト[9]。
- ダンス・オブ・ヴァンパイア（2019年11月5日 - 11月27日、帝国劇場 / 2019年12月15日 - 2020年1月20日、梅田芸術劇場メインホール） - マグダ 役
- 朗読劇 もうラブソングは歌えない「Re:」（2020年8月8日、東京国際フォーラム）
- 笑う男 The Eternal Love -永遠の愛-（2022年2月3日[注 1] - 19日、帝国劇場 / 3月11日 - 13日、梅田芸術劇場 メインホール / 3月18日 - 28日、博多座） - ジョシアナ公爵 役
- 音楽劇「スラムドッグ$ミリオネア」（2022年8月1日[注 2] - 21日、シアタークリエ） - スミタ・シャー 役[14]
- ミュージカル「マチルダ」（2023年3月22日 - 5月6日、東急シアターオーブ / 5月28日 - 6月4日、梅田芸術劇場メインホール） - ミセス・ワームウッド 役
- モーツァルト！（2024年8月19日 - 9月29日、帝国劇場・10月8日-10月27日、梅田芸術劇場メインホール・11月4日-11月30日、博多座） - ナンネール 役

### 映画
- 仄暗い水の底から （2002年） - 玲子 役
- シベリア超特急3 （2003年） - オリビア 役
- ゴジラシリーズ
  - ゴジラ×モスラ×メカゴジラ 東京SOS（2003年） - 小美人（ヒオ） 役[1]
  - ゴジラ FINAL WARS（2004年） - 小美人 役[1]
- いま、会いにゆきます（2004年） - 澪（高校生時代） 役
- female フィーメイル 「太陽のみえる場所まで」（2005年） - 主演・日出美 役
- ショコラの見た世界（2007年） - 典子（テンコ） 役
- ぼくはうみがみたくなりました（2009年） - 主演・門倉明日美 役
- パートナーズ（2010年） - 真琴 役
- こころざし 舎密を愛した男（2011年） - 長井加加 役
- トーク・トゥ・ザ・デッド（2013年） - 笹本洋子 役
- ルームメイト（2013年、東映） - 安藤リカ 役
- 東京難民（2014年） - 北条茜 役
- ガキ☆ロック（2014年） - 真奈美 役
- 佳歩（2014年、一般社団法人徳島青年会議所・魅せる!徳島CINEMA委員会） - 主演・山本佳歩 役
- 表と裏（2015年） - 西岡久美 役
  - 表と裏 第2章（2015年）……第3、4、5章はオリジナルDVD
  - 表と裏 最終章（2016年）
- 恋とオンチの方程式（2016年） - 真庭薫子 役
- ボクの妻と結婚してください。（2016年） - 三浦孝子 役
- ゾウを撫でる（2017年） - 美咲 役
- ジョニーの休日（2017年） - 小夜子 役
- 光（2017年）
- レディ・トゥ・レディ（2020年） - 主演・鈴木真子 役（内田慈とのダブル主演）[15]

### テレビドラマ

#### 連続ドラマ
- 金曜時代劇 お美也 第8話（2002年6月、NHK） - 千歳 役
- ドラマ30 ショコラ（2003年5月 - 7月、毎日放送制作・TBS） - 主演・辰巳千夜子 役
- ヤンキー母校に帰る（2003年10月 - 12月、TBS） - 作田久美子 役
- 白夜行（2006年1月 - 3月、TBS） - 川島江利子 役
- アテンションプリーズ（2006年4月 - 6月、フジテレビ） - 関山有紀 役
  - ハワイ・ホノルル編（2007年1月13日）
  - オーストラリア・シドニー編（2008年4月3日）
- 浅草ふくまる旅館 第1シリーズ（2007年1月 - 3月、TBS） - 福丸美穂 役
- 山田太郎ものがたり（2007年7月 - 9月、TBS） - 中井正美 役
- 空飛ぶタイヤ（2009年3月 - 4月、WOWOW「連続ドラマW」） - 門田千夏 役
- 京都地検の女 第7シリーズ（2011年7月 - 9月、テレビ朝日） - 栗原美波 役
- 恋なんて贅沢が私に落ちてくるのだろうか?（2012年3月 - 5月、フジテレビワンツーネクスト） - 松井華奈 役
- 陽だまりの樹（2012年4月 - 6月、NHK BSプレミアム「BS時代劇」） - 綾 役
- 東野圭吾ミステリーズ 第9話「結婚報告」（2012年9月6日、フジテレビ） - 堀内秋代 役
- 遅咲きのヒマワリ〜ボクの人生、リニューアル〜 第1話（2012年10月23日、フジテレビ） - 紗江子 役
- 酔いどれ小籐次 第9・11話（2013年8月16・30日、NHK BSプレミアム「BS時代劇」） - 花魁 清琴（すがこと） 役
- 新・刑事吉永誠一 第4話（2014年11月7日、テレビ東京） - 矢沢望美 役
- ママとパパが生きる理由。 第4・5話（2014年12月11・18日、TBS） - 木村先生 役
- 雲霧仁左衛門2 第5話（2015年3月6日、NHK BSプレミアム「BS時代劇」） - おちか 役
- 刑事7人 第4話（2015年8月5日、テレビ朝日） - 高杉真琴 役
- ウルトラマンX 第18話（2015年11月24日、テレビ東京） - 菜々子 役
- 科捜研の女 第15シリーズ 第10話（2016年1月28日、テレビ朝日） - 水橋奈々子 役
- メガバンク最終決戦（2016年2月 - 3月、WOWOW「連続ドラマW」） - 二瓶舞衣子 役
- 警視庁・捜査一課長 連続ドラマ 第1話（2016年4月、テレビ朝日） - 西村玲子 役
- トライベッカ 第3話（2016年6月24日、WOWOW） - 門倉涼子 役
- キャリア〜掟破りの警察署長〜 第6話（2016年11月13日、フジテレビ） - レイナ 役
- 伝七捕物帳2（2017年8月 - 9月、NHK BSプレミアム「BS時代劇」） - お咲 役
- 水戸黄門 第4話（2017年10月25日、BS-TBS） - 菊枝 役
- ラブラブエイリアン2 第4話 (2018年1月30日、フジテレビ) - 中谷ゆみ 役
- ストロベリーナイト・サーガ 第10話・最終話（2019年6月13日・20日、フジテレビ）- 菊田梓 役
- 凪のお暇（2019年7月 - 9月、TBS） - 江口真央 役[16]
- ピュア! 〜一日アイドル署長の事件簿〜 第1話（2019年8月13日、NHK）
- 魔物 第3話（2025年5月2日、テレビ朝日） - 華陣百合 役[17]
- 人事の人見 第8話（2025年5月27日、フジテレビ） - 川戸舞 役

#### 単発ドラマ
- お祭り弁護士・澤田吾朗3（2002年8月31日、テレビ朝日「土曜ワイド劇場」） - 宮島深雪 役
- 温泉若おかみの殺人推理12（2003年4月12日、テレビ朝日「土曜ワイド劇場」） - 高木玲 役
- ほんとにあった怖い話「真夜中の奇蹟」（2004年1月24日、フジテレビ）
- 金曜エンタテイメント 浅見光彦シリーズ18「しまなみ幻想―愛媛・今治殺人事件」（2004年3月19日、フジテレビ） - 村上咲江 役
- 天国への応援歌 チアーズ〜チアリーディングにかけた青春〜（2004年4月3日、日本テレビ） - 飯島真希 役
- 愛の流刑地（2007年3月20日 - 21日、日本テレビ） - 美和 役
- 奥様は警視総監2（2007年6月29日、フジテレビ「金曜プレステージ」） - 音羽響 役
- 狩矢警部シリーズ第5弾「京舞妓殺人事件」（2009年1月26日、TBS「月曜ゴールデン」） - 小菊 役
  - 狩矢警部シリーズ第6弾「燃えた花嫁」（2009年2月2日、TBS「月曜ゴールデン」）
- ミステリー作家 六波羅一輝の推理「白骨の語り部」（2010年12月4日、テレビ朝日「土曜ワイド劇場」） - 昆千明 役
- ドラマスペシャル 忠臣蔵〜その男、大石内蔵助（2010年12月25日、テレビ朝日） - おみよ 役
- 検事・朝日奈耀子11「医師&検事〜2つの顔を持つ女!」（2011年11月12日、テレビ朝日「土曜ワイド劇場」） - 遠藤美雪 役
- HUNTER〜その女たち、賞金稼ぎ〜 第6話（2011年11月15日、関西テレビ） - 野沢さゆり 役
- NHK大分放送局開局70年記念ドラマ 無垢の島（2011年11月25日、NHK大分放送局） - 藤井恵 役
- 水曜ミステリー9街占師 〜北白川晶子の事件占い〜2（2012年1月11日、テレビ東京） - 岸本マユミ 役
- 鉄道捜査官13（2012年5月5日、テレビ朝日「土曜ワイド劇場」） - 内海早苗 役
  - 鉄道捜査官14（2014年5月3日）
  - 鉄道捜査官15（2015年4月4日）
  - 鉄道捜査官16（2016年10月8日）
  - 鉄道捜査官17（2017年6月11日）
  - 鉄道捜査官18（2018年5月13日）
- 金曜プレステージ新春特別企画 HAMU -公安警察の男（2014年1月10日、フジテレビ「金曜プレステージ」）
- 人類学者・岬久美子の殺人鑑定5（2014年11月8日、テレビ朝日「土曜ワイド劇場」） - 最上あやめ 役
- 連続企業爆破テロ 40年目の真実（2015年5月22日、フジテレビ） - 大道寺あや子 役
- 司法教官・穂高美子4（2015年10月31日、テレビ朝日「土曜ワイド劇場」） - 葉山玲奈 役
- ドラマスペシャル 黒の斜面（2016年1月24日、テレビ朝日） - 清水康代 役
- 日本のヴァイオリン王〜名古屋が生んだ世界のマエストロ 鈴木政吉物語〜（2016年2月14日、フジテレビ） - 安藤幸 役
- 棟居刑事の偽完全犯罪（2016年4月23日、テレビ朝日「土曜ワイド劇場」） - 高梨みどり 役
- 京都南署鑑識ファイル12（2018年4月1日、テレビ朝日「ミステリースペシャル」） ‐ 北川凛 役
- ドクター彦次郎4（2019年7月4日、テレビ朝日「木曜ミステリースペシャル」） - 向谷美月 役
- 嫉妬（2020年8月16日、テレビ朝日「日曜プライム」） ‐ 津島李穂 役
- 警視庁ひきこもり係（2021年8月5日、テレビ朝日） - 風間皐月 役

### テレビアニメ
- 焼きたて!!ジャぱん（2004年10月 - 2006年3月、テレビ東京） - 梓川月乃 役[18]

### その他テレビ番組
- トリコロ!（2004年 - 2007年3月、よみうりテレビ） - イベント・エンターテインメント情報番組
- ちょっとカラダ旅（2013年10月 - 2014年3月、旅チャンネル）
- 歴史秘話ヒストリア 漱石先生と妻と猫『吾輩は猫である』誕生秘話（2015年7月1日、NHK） - 夏目鏡子 役

### オリジナルDVD
- 表と裏 第3章（2015年） - 西岡久美 役……第1作、第2章、最終章は劇場公開映画
- 表と裏 第4章（2015年）
- 表と裏 第5章（2015年）

### インターネットドラマ
- ドラマブロードウェイ（ブロードウェイチャンネル）
  - エレベーター（2002年）
  - 女子寮の5つの扉（2002年）
  - 102号室 連れ込み（2002年）
- ネスレシアターonYouTube ゾウを撫でる（2013年） - 美咲 役
- ガキ☆ロック〜浅草六区人情物語〜（2017年4月14日配信開始、Amazonプライム） - 真奈美 役
- 深夜食堂 -Tokyo Stories　Season2-「手羽先の唐揚げ」（2019年10月31日、Netflix）[19]

### ラジオドラマ
- FMシアター（NHK-FM）
  - 少尉のオルゴール（2002年6月29日）[20]
  - 吉野雛（2011年6月11日）[21]
  - エーテル（2012年9月15日） - 土谷真 役[22]
  - 命のバトン（2015年7月25日） - 晴香 役[23]
  - 息子の初恋（2017年4月8日）[24]
  - 幻想列車（2020年8月1日）[25]
- 特集オーディオドラマ　今だからあなたへ〜60歳のラブレター（2002年8月17日・18日、NHK-FM）[26]
- しあわせは子猫のかたち（2005年3月12日、TBSラジオ）
- 青春アドベンチャー　海に降る（2012年11月19日 - 30日、NHK-FM） - 天谷深雪 役[27]
  - 特集オーディオドラマ　星を掘れ！（2013年7月27日、NHK-FM） - 天谷深雪 役[28]
- 青春アドベンチャー（NHK-FM）
  - 恋愛映画は選ばない（2013年6月3日 - 14日） - 井ノ原秋菜 役[29]
  - チョウたちの時間（2015年4月13日 - 24日） - マヤ 役[30]
  - きりしたん算用記（2017年5月8日 - 12日） - ルチア（かよ） 役[31]
  - カーミラ（2018年3月5日 - 9日） - ローラ 役[32]
  - 夜のストーリーボックス（2019年2月25日 - 3月3日）[33]

### 吹き替え
- レーシング・ストライプス（2005年） - チャニング・ウォルシュ 役（ヘイデン・パネッティーア）※DVD版
- ダンボ（2019年） - ミス・アトランティス 役（シャロン・ルーニー（英語版））[34]

### CM
- ソニー・エリクソン・モバイルコミュニケーションズ「行定勲×SO903i ショコラの見た世界」（2007年）
- 日本航空[注 3]（2014年）
- 鈴乃屋「衣のいのち」（2017年、2018年）

## ディスコグラフィ

### シングル
1. 恋花火（2007年7月18日、VICL-36308）
  1. 恋花火（作詞：大塚ちひろ、作曲：masumi、編曲：安部潤）
  2. ミルクティー（作詞：大塚ちひろ、作曲：masumi、編曲：sayoko）
2. オメデトウ。（2009年1月21日、VICL-36485）
  1. オメデトウ。（作詞・作曲：Hikaru、編曲：岩本正樹）
  2. 約束（作詞：大塚ちひろ、作曲・編曲：h-wonder）
  3. 愛してく…（作詞・作曲：Rie、編曲：h-wonder）

## 写真集
- 週刊ヤングジャンプ 制服コレクション2002（2002年、集英社）
- なるときんとき（2003年7月、学習研究社、撮影：斉藤清貴）ISBN 978-4054021273
- SECRET MIND（2004年7月14日、双葉社、撮影：斉藤清貴）ISBN 978-4575297218

## DVD
- すだち（2003年、ソニー・ミュージックディストリビューション）